# Red Head Island
Red Head Island ist eine kleine Insel vor der Nordostküste der Karibikinsel Antigua des Staates Antigua und Barbuda.

## Lage und Landschaft
Red Head Island liegt zusammen mit weiteren kleinen Eilanden (Galley Islands, Hells Gate Island, Great Bird Island, Exchange Island, Rabbit Island und Lobster Island) vor der Nordspitze der Insel Guiana Island am Nordostende des North Sound. Zusammen mit Rabbit Island und Lobster Island liegen sie schützend vor Pauls Bay. Verwaltungsmäßig gehört sie zum Saint Peter Parish.

## Nutzung und Naturschutz
Seit 2006 gehört die Insel zum North East Marine Management Area (NEMMA, 78 km²), ein recht unspezifisches Schutzgebiet. 2007 wurde auch ein Offshore Islands Important Bird Area (AG006), unter dem die antiguanischen Nebeninseln als bedeutenden Gebiet für Küstenvögel zusammengefasst sind, festgestellt.